# José Ametller y Viñas
José Ametller y Viñas (Gerona, 19 de marzo de 1832- 11 de enero de 1901) fue un médico español.

## Biografía
Hijo de José Ametller y Ramona Viñas, nació en Gerona. Cursó segunda enseñanza en el instituto de dicha capital, en la que alcanzó varios premios. Siguió la carrera de Medicina en Barcelona entre 1848 y 1856 y alcanzó ocho premios, incluido el correspondiente a la licenciatura. En julio de 1851 lo nombraron alumno interno de Clínicas.
Dio sus primeros pasos como escritor en una sociedad conocida como Reunión literaria de Barcelona, de la que llegó a ser secretario general. También se encargó de la secretaría de la sección de ciencias naturales, leyendo varios trabajos, todos ellos inéditos, entre los cuales el más importante fue un estudio acerca de la Historia de las Ciencias naturales en España. Se trasladó a Madrid en 1856 para cursar en la Universidad Central el año del doctorado y recibió la investidura de doctor en Medicina en julio de 1858.
Un año antes había sido nombrado, por oposición, médico-cirujano del Hospital de San Juan de Dios, para después ingresar en el cuerpo facultativo de la beneficencia provincial de Madrid, a cuyo cuerpo perteneció hasta el 4 de julio de 1866, día en que hubo de presentar la renuncia a su cargo a fin de trasladarse a Gerona a cuidar de la salud de su padre. Fue secretario de dicho cuerpo en las sesiones científicas que celebraba por disposición de su reglamento. Asimismo, escribió junto con Félix García Caballero, José Rodríguez Benavides, Casimiro de Olózaga y Mariano Benavente un proyecto y reglamento de la Casa de Maternidad.
En julio de 1858 fue nombrado por oposición socio de número de la Real Academia de Medicina de Madrid, donde desempeñó varios cargos, incluido el de secretario temporal en el bienio 1863-1864. También le comisionó la academia para que, en compañía de Francisco Méndez Álvaro y Colodrón, informase acerca de los medios que estimase conducentes a fin de que la corporación pudiese dedicarse con más fruto a sus tareas científicas.
También perteneció, desde marzo de 1858, a la Academia Quirúrgica Matritense, que más tarde pasó a conocerse como Academia Médico-Quirúrgica Matritense. En esta corporación desempeñó los cargos de presidente de la primera sección en 1863 y de la segunda entre 1859 y 1864. En 1859 fue designado para leer el discurso inaugural o de aniversario.
El 1 de febrero de ese mismo año fue admitido socio del Ateneo Científico y Literario de Madrid, corporación que lo eligió secretario primero de la sección de Ciencias Naturales en 1862 y lo reeligió también en 1863 y 1864. El 30 de abril de 1859 lo nombraron excelentísimo señor marqués de la Vega de Armijo, cuyo cargo conservó hasta que se vio obligado a dimitir en 1866 por haberse ausentado de la corte.
Fue en 1864 iniciador del primer Congreso Médico Español en compañía de su amigo el doctor Teodoro Yáñez. Se le nombró vocal de la comisión organizadora que presidió Tomás Corral y Oña, marqués de San Gregorio, y luego, secretario de la mesa destinada a la dirección de los debates. El congreso, en su última sesión, tomó el acuerdo de hacerle, al igual que a su referido compañero, una demostración de aprecio, que consistió en el regalo del tomo de actas encuadernado con una dedicatoria: «El Congreso médico español a sus iniciadores».
Concluida la guerra de África, se reunió con otros catalanes residentes en la capital para conformar una comisión que honrase a aquellos que habían participado como voluntarios en la contienda. De ella resultó el encargo a Francisco Sanz de un cuadro conmemorativo de la batalla del día 4 de febrero de 1860, que se envió a la Diputación Provincial de Barcelona. Mientras residió en Madrid, fue también socio correspondiente del Instituto Médico Valenciano y formó parte de la Sociedad Antropológica Española, de las asociaciones para el progreso de las ciencias sociales y de la Sociedad Abolicionista.
Escribió en el diario político, literario y mercantil La Crónica, bajo la dirección de Luis Retortillo, cubriendo la ausencia de Francisco de Paula Canalejas, que se encontraba en el extranjero. Asimismo, fue redactor del Porvenir Industrial, así como de varios periódicos de medicina, como La España Médica, El Especialista, Anales de Medicina, Cirugía y Farmacia y El Pabellón Médico.
De vuelta en Gerona, fue nombrado en 1866 correspondiente de la Real Academia de Nobles Artes de San Fernando. Al año siguiente, la Junta Provincial de Beneficencia le autorizó para que pudiera sustituir a su padre en el destino de cirujano de los establecimientos provinciales que esta tenía en Gerona, así como en su cátedra de Literatura. En noviembre de ese mismo año, Pedro Estevan, gobernador civil, le nombró vocal de la comisión encargada de erigir un monumento a Mariano Álvarez de Castro, defensor de la ciudad durante el sitio de 1809. También en 1867, al poco de fallecer su padre, fue nombrado cirujano segundo de la beneficencia provincial y ascendió a primero con la muerte de Francisco de Paula Montaña en 1874; no obstante, se vio obligado a renunciar por disentimientos con la diputación, poniendo así fin a su carrera en hospitales.
Fue candidato a Cortes y colaborador en los periódicos La Razón, El Vigilante y El Constitucional.
En 1874, la Diputación gerundense aceptó su ofrecimiento para trasladarse a su nombre al ejército de operaciones del norte, a fin de servir el destino profesional que el general en jefe decidiese. Así, el marqués de Sierra Bullones lo envió al hospital del Seminario de Logroño, donde había unos cuatrocientos heridos.
Con políticos de diferente signo al mando, ejerció de vocal en las juntas provinciales de Sanidad, Beneficencia, Instrucción pública, Agricultura, Industria y Comercio, entre otras. Asimismo, se encargó de promover la concurrencia a las exposiciones internacionales anuales de bellas artes, industria e inventos científicos de celebradas en Londres, Filadelfia y París. Además, con motivo del brote del cólera morbo en 1885, fue nombrado —puesto que había podido estudiar previamente los precedentes de 1854 y 1865—, en unión con el doctor José Porcalla, para acompañar al gobernador José González Serrano a la villa de Torroella de Montgrí, para cerciorarse del carácter de la enfermedad. A raíz de esta visita, desarrollaron un extenso informe en el que se hacía constar que se trataba de cólera y que era urgente tomar las medidas que la gravedad del caso exigía. Ametller y Porcalla les agradecieron «el celo desplegado, examinando minuciosamente a cada enfermo», así como «la serenidad de ánimo en medio de un riesgo cierto». Al fallecer Porcalla a finales de 1887, Ametller fue nombrado subdelegado de Medicina del partido judicial de Gerona.
En su afán por preservar la ciencia, la literatura y la economía de sus tierras, colaboró con otros en la creación de la Comisión de Monumentos, en la conformación de la Asociación Literaria —de la que fue presidente— y la del Fomento de las Bellas Artes, en la fundación de la Revista de Gerona —de la que fue asiduo redactor— y en la resurrección de la Sociedad Económica de Amigos del País. En ese marco, trabajó con ahínco por, entre otras cosas, preservación de edificios históricos como San Pedro de Galligans o el monasterio de Ripoll, así como por la cesión de remesas de cuadros y objetos de arte por parte del Estado con las que ir formando un museo de la provincia.
Emprendió también viajes con motivaciones científicas a lo largo de España, Francia, Alemania, Suiza e Italia; a lo largo de ellos, visitó hospitales, museos, archivos y bibliotecas. Detalló sus experiencias en diversos artículos. En este concepto, la Asociación Catalanista de Excursiones Científicas le nombró su delegado en Gerona.
Fue poco a poco renunciando a cargos y trabajos para centrarse en sus aficiones y en la escritura de una obra de carácter histórico, para la que emprendió viajes a lugares como Marsella, Génova, Milán, Florencia, Venecia y Nápoles. Falleció, finalmente, en 1901.

## Selección de publicaciones
Fue muy prolífico como autor. Se listan a continuación algunas de sus publicaciones más destacadas:
- «De la doctrina hipocrática y del influjo que ejercieron en las ideas de su autor las ideas de sus predecesores; discurso leído en el solemne acto de recibir la investidura de doctor en Medicina y Cirugía» (1858)
- «¿Qué cosa fue la epidemia que a últimos del siglo XV y principaios del XVI invadió a varias naciones de Europa?» (1859)
- «Discurso que en la solemne distribución de premios del certamen celebrado en 1873 por la Asociació literaria de Gerona, leyó su presidente D. José Ametller»
- «De las metamorfosis de la sífilis» (1860), obra de Prosper Yvaren traducida por él al castellano
- «Don Alfonso V de Aragón y la crisis religiosa del siglo XV; obra manuscrita e inédita»